# リアルト
リアルト(伊: Rialto)は、イタリア共和国リグーリア州サヴォーナ県にある、人口約600人の基礎自治体（コムーネ）。

## 地理

### 位置・広がり

#### 隣接コムーネ
隣接するコムーネは以下の通り。
- ボルミダ
- カーリチェ・リーグレ
- カリッツァーノ
- マリオーロ
- オジーリア
- トーヴォ・サン・ジャコモ

### 気候分類・地震分類
リアルトは、気候分類 (it) では zona E, 2338 GG
に、また、イタリアの地震リスク階級 (it) では、3 に分類される
。

## 行政

### 分離集落
リアルトには、以下の分離集落（フラツィオーネ）がある。
- Annunziata, Berea, Bianchi, Calvi, Cheirano, Chiazzari, Mulino, Piazza Vecchia, Vene, Villa

## 姉妹都市
- Cauto Cristo、キューバ